# 阮籍墓

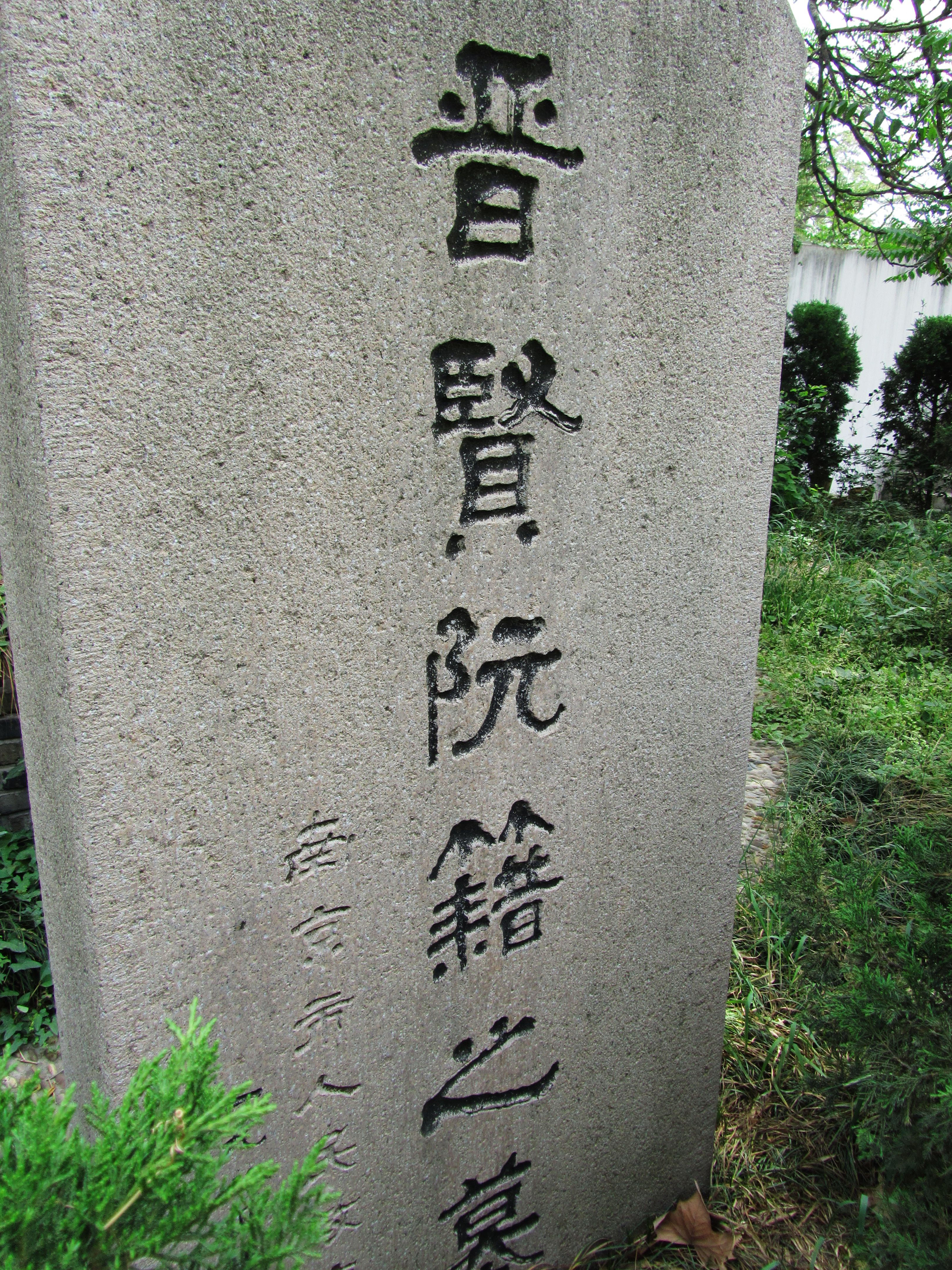
阮籍墓

阮籍墓（げんせきぼ）は、中国三国時代の魏の文人阮籍の墓。
南京市内（秦淮区）にあり集慶門の近くに位置し、秦淮職業学校（四十三中学）の敷地内にあり、見学する場合は学校が休みの日に入口で学校の警備を務める者に申し出る必要がある。阮籍は魏の隠士であり竹林の七賢のひとり。老荘の学問と酒を好み、形式的な世俗の習慣を嫌った。白眼、青眼の語源になった人物である。南京に数多くある三国志関連の史跡の一つである。